# Parque Chacabuco
Parque Chacabuco é um bairro da cidade argentina de Buenos Aires.

## História
Vizinho de Caballito, se originou ao redor da Fábrica Nacional de Pólvora, o "polvorín de Flores", que se encontrava na parte sul do atual parque. Uma explosão destruiu a fábrica quase totalmente, em 26 de janeiro de 1898. Em 1902, a cidade negociou com o governo nacional a transferência dessas terras, originando o atual Parque Chacabuco, cercado por vastas áreas livres.
O Parque Chacabuco foi inaugurado oficialmente em 1903, tornando o "polvorín de Flores" um espaço verde de 22 hectares que homenageia a vitória do general José de San Martín sobre as tropas monarquistas na Batalha de Chacabuco, em 12 de fevereiro de 1817. Foi assim que o parque adotou o nome de uma cordilheira que fica a mais de 1000 quilômetros de distância, em território chileno.

## Cultura

#### Turismo
O Parque Chacabuco tem diferentes serviços disponíveis para que os visitantes se sintam confortáveis, como por exemplo, piscinas, um centro cultural, um anfiteatro e uma pista de atletismo. Os 22 hectares do Parque Chacabuco podem ser explorados através de suas trilhas, que passam sob grandes exemplares de tipas, bananas e araucárias.

## Galeria

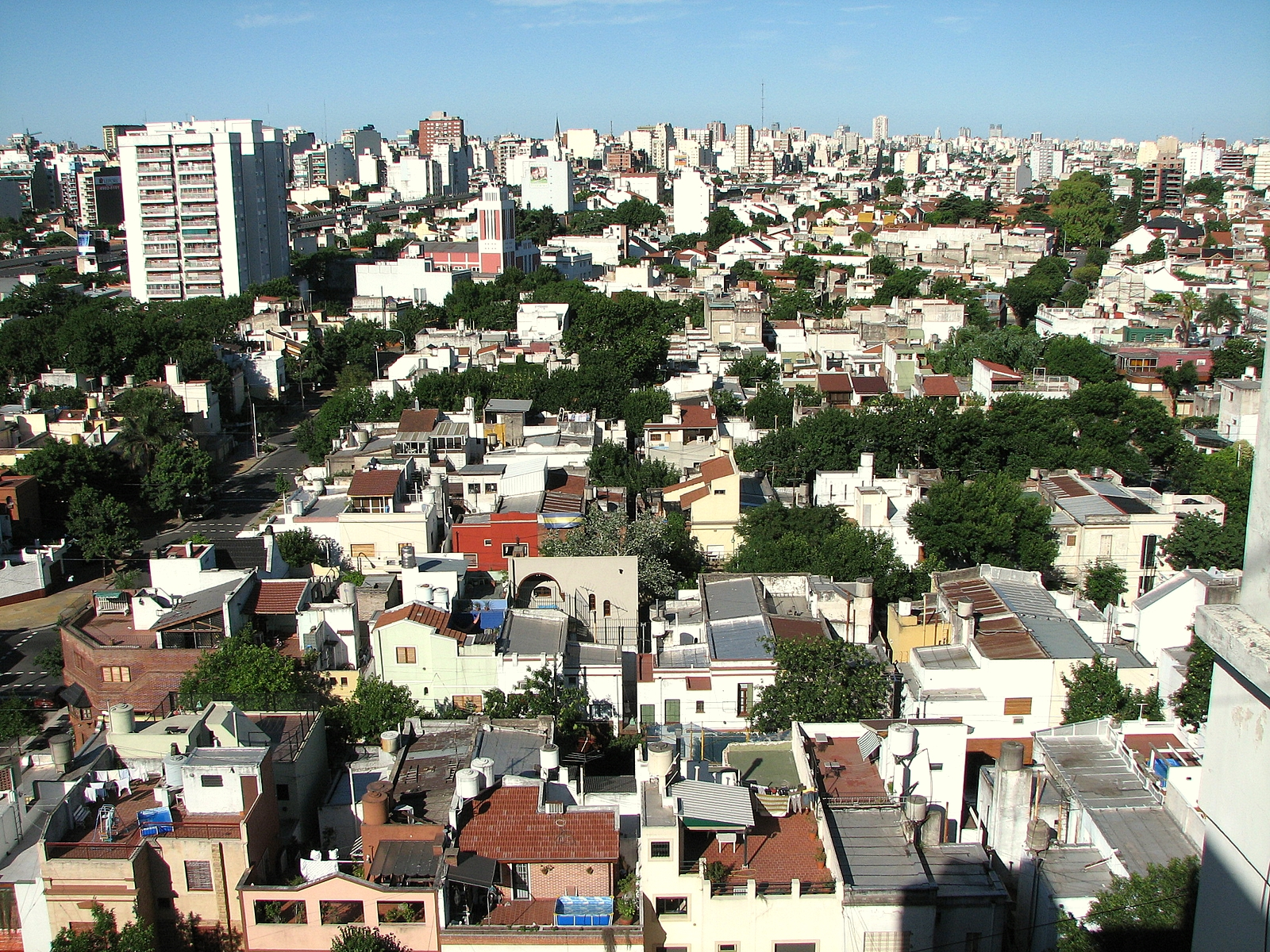
Cercanias do sub bairro Emilio Mitre
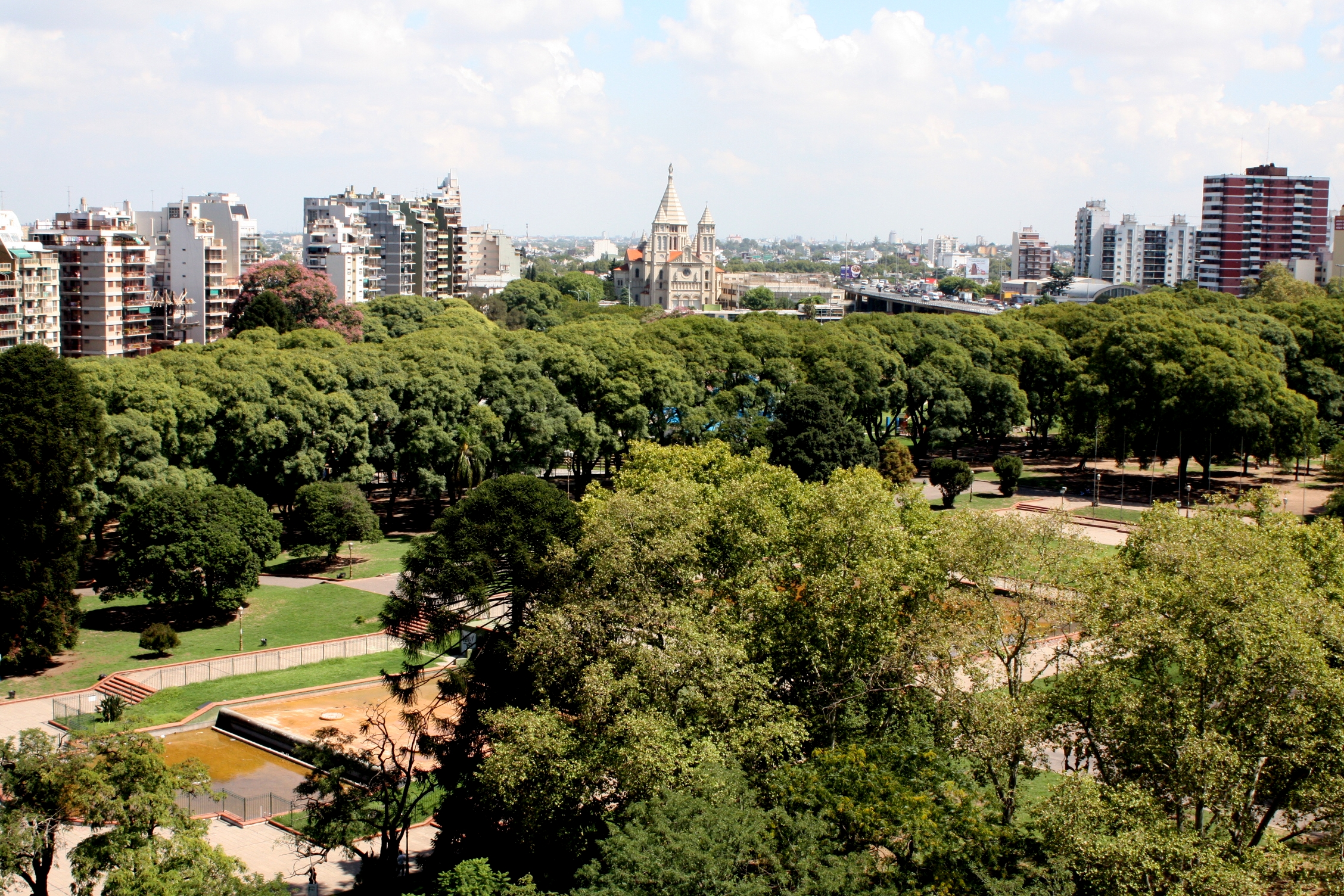
O parque e a igreja Nuestra Señora de la Medalla Milagrosa
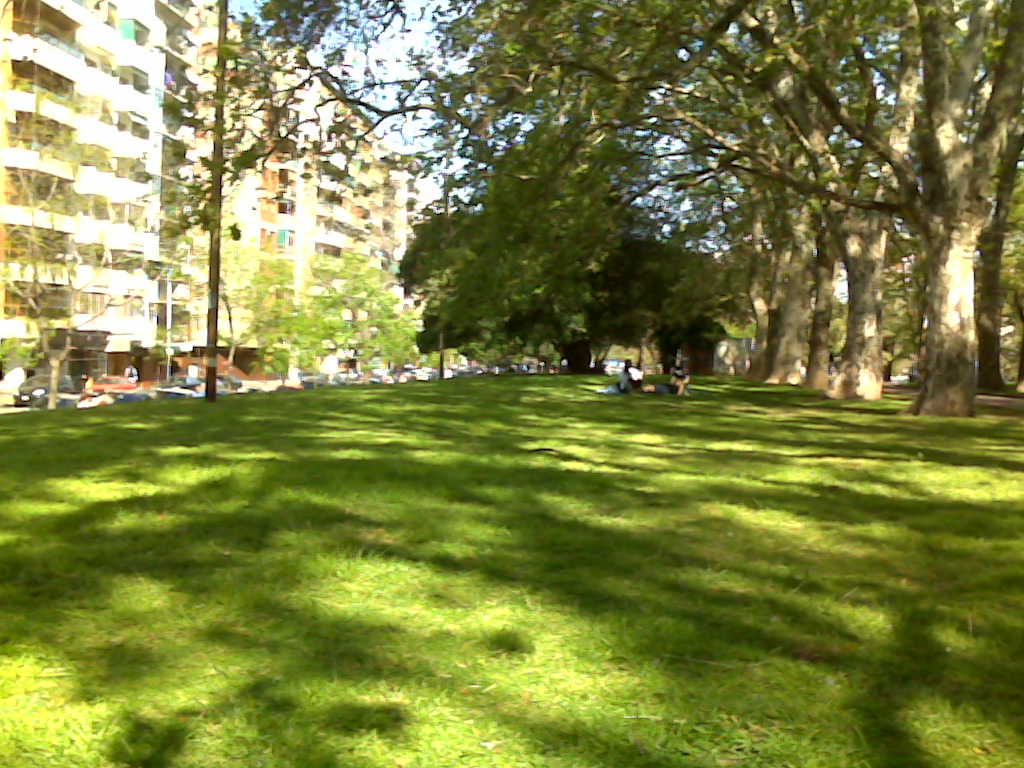
Vista de Emilio Mitre
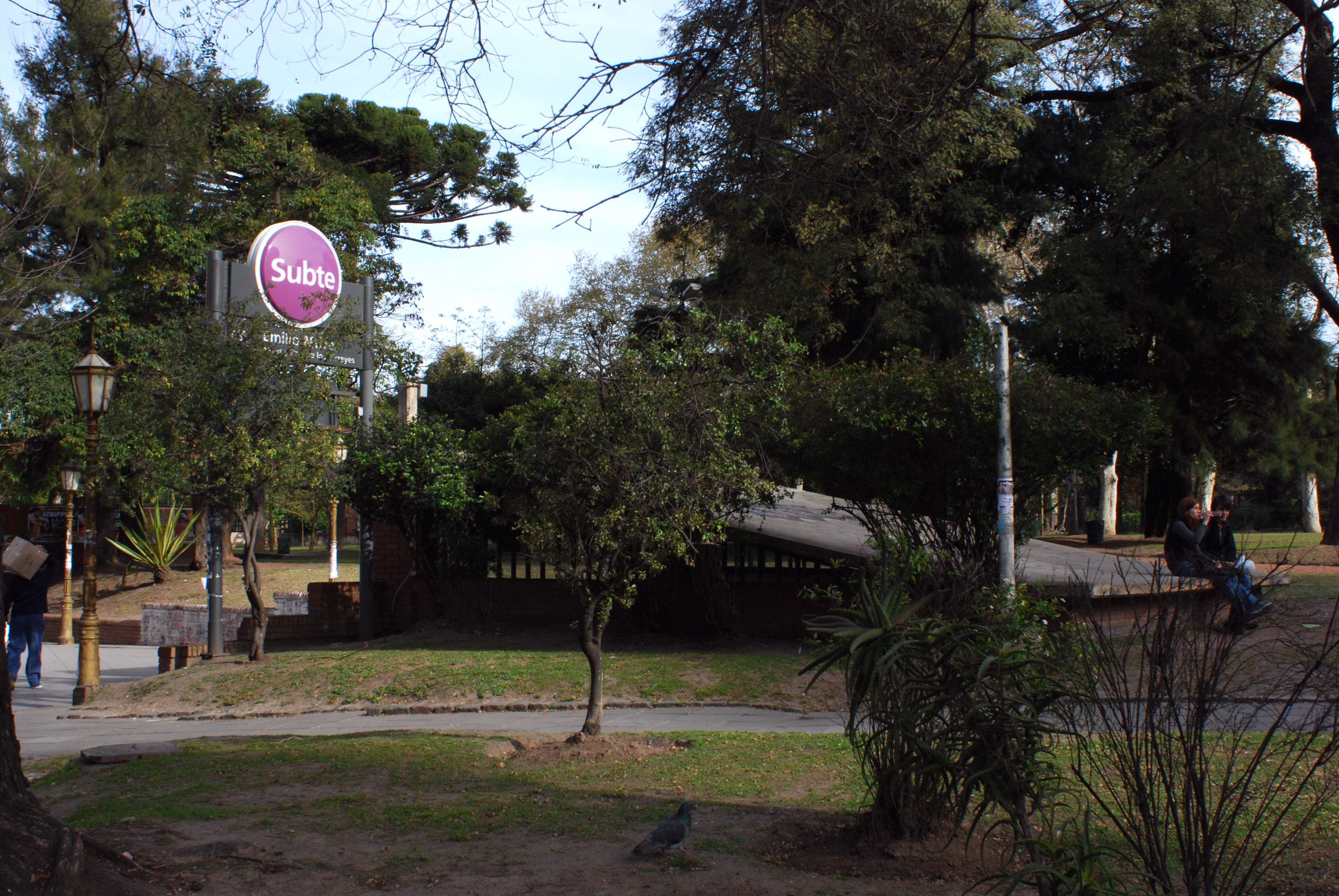
Estação de Metrô Emílio Mitre no parque
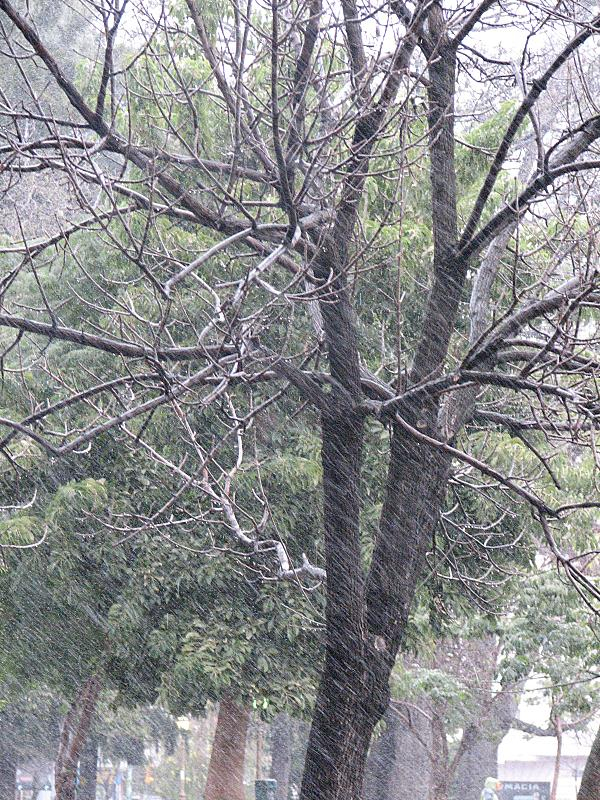
Neve no parque em 2007
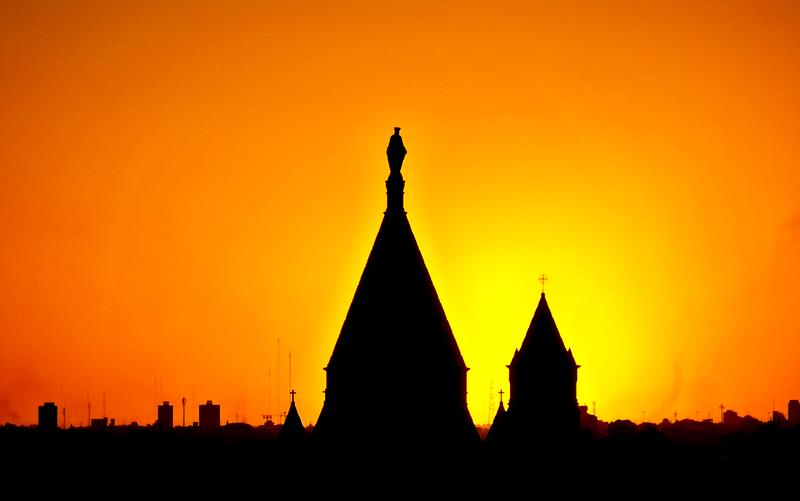
Iglesia Nuestra Señora de la Medalla Milagrosa.